# Bingen (Washington)
Bingen és una població dels Estats Units a la riba nord del riu Colúmbia, a l'estat de Washington. Segons el cens del 2000 tenia 672 habitants.

## Demografia
Segons el cens del 2000, Bingen tenia 672 habitants, 286 habitatges, i 157 famílies. La densitat de població era de 399,2 habitants per km².
Dels 286 habitatges en un 34,3% hi vivien nens de menys de 18 anys, en un 36,4% hi vivien parelles casades, en un 12,9% dones solteres, i en un 45,1% no eren unitats familiars. En el 37,4% dels habitatges hi vivien persones soles el 7,7% de les quals corresponia a persones de 65 anys o més que vivien soles. El nombre mitjà de persones vivint en cada habitatge era de 2,33 i el nombre mitjà de persones que vivien en cada família era de 3,18.
Per edats la població es repartia de la següent manera: un 29,5% tenia menys de 18 anys, un 9,7% entre 18 i 24, un 31,1% entre 25 i 44, un 21,3% de 45 a 60 i un 8,5% 65 anys o més.
L'edat mediana era de 33 anys. Per cada 100 dones de 18 o més anys hi havia 101,7 homes.
La renda mediana per habitatge era de 24.375 $ i la renda mediana per família de 27.361 $. Els homes tenien una renda mediana de 27.083 $ mentre que les dones 19.886 $. La renda per capita de la població era de 12.290 $. Aproximadament el 21,4% de les famílies i el 25,4% de la població estaven per davall del llindar de pobresa.

## Poblacions més properes
El següent diagrama mostra les poblacions més properes.